# Erdmann von Schlieben
Erdmann von Schlieben (* 1632; † 1686 in Stradow, Niederlausitz, Kurfürstentum Sachsen) war Gerichtsassessor und Besitzer von Stradow und Neuhausen in der Niederlausitz.

## Leben
Erdmann war der einzige bekannte Sohn von Eitelhans von Schlieben und Barbara Sophie von Bredow. Er wurde am 7. September 1632 in Seese getauft. Nach dem Tod des Vaters übernahm er das Gut Stradow. Erdmann von Schlieben wurde Assessor (Richter) am Landgericht der Niederlausitz. Gegen ihn sind mehrere Klagen vor allem bezugs der Mitbelehnschaft mit dem Gut Buckow erhalten.
Erdmann von Schlieben war seit 1661 mit Sibylle Elisabeth von Birckholz (1644–1696) verheiratet. Eine Tochter war Margaretha Elisabeth († 1727), verheiratet 1688 mit Sigmund Seyfried von der Dahme († 1741).
Das Gut Stradow ging nach seinem Tod an seinen Cousin Christian Dietrich II. von Schlieben. Von Erdmann von Schlieben ist der Leichenstein in der Wendischen Kirche in Vetschau erhalten.